# Bror Drake af Hagelsrum
Bror Robert Hampus Drake af Hagelsrum, född 3 augusti 1875 i Nora, död 1960 i Stockholm, var en svensk dekorationsmålare.
Han var son till apotekaren John Carl Viktor Drake af Hagelsrum och Sofia Christina Ringström samt från 1913 gift med Elsa Maria Elfström. Drake af Hagelsrum studerade vid Högre konstindustriella skolan i Stockholm 1899-1902 och i London 1908-1910. Han var från 1910 verksam som dekorationsmålare i Örebro där han utförde dekorativt väggmåleri i Olaus Petri kyrka senare var han verksam i Djursholm. Förutom dekorationsmåleri målade han även landskapsakvareller och formgav exlibris. Drake af Hagelsrum finns representerad vid bland annat Örebro läns museum